# Lemi Berhanu

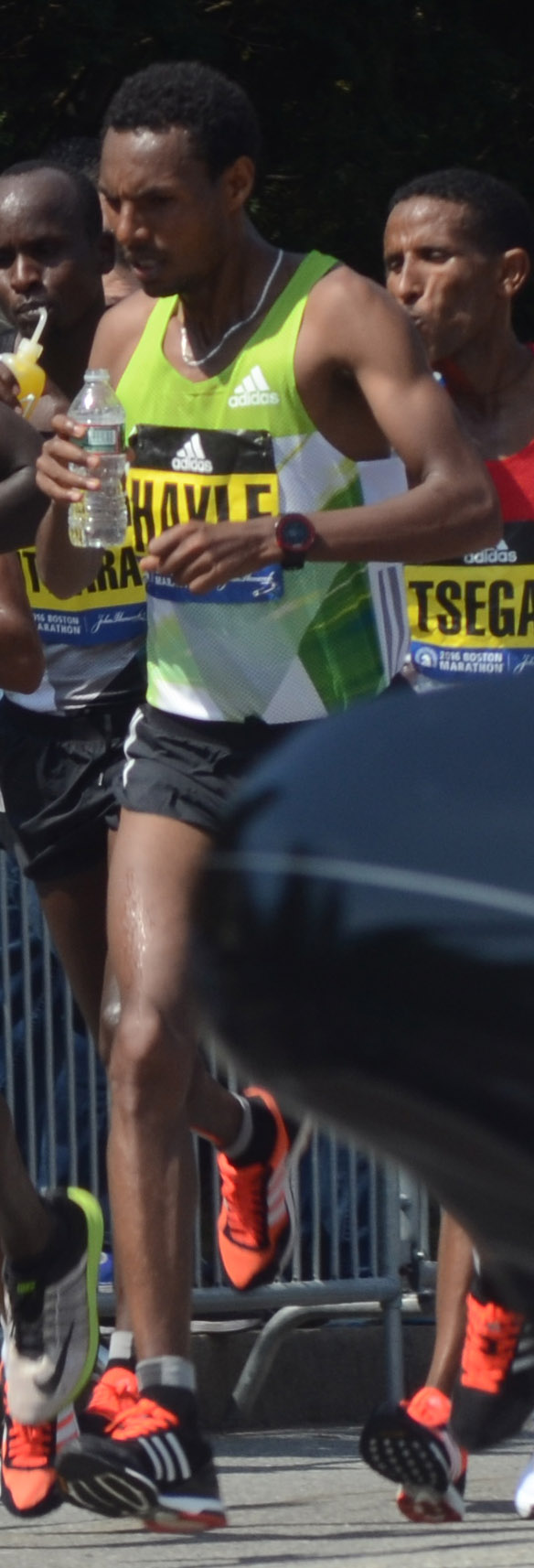
Lemi Berhanu

Lemi Berhanu (* 13. September 1994) ist ein äthiopischer Marathonläufer.

## Werdegang
2014 gewann er bei seinem Debüt den Zürich-Marathon in 2:10:40 h.
Im Jahr darauf siegte er beim Dubai-Marathon in 2:05:28 h und beim Orlen Warsaw Marathon in 2:07:57 h. Damit qualifizierte er für den Marathon der Leichtathletik-Weltmeisterschaften 2015 in Peking, wo er Platz 15 mit 2:17:37 h belegte. Im Herbst wurde er Neunter beim Valencia-Halbmarathon.
2016 wurde nach einem zweiten Platz in Dubai mit 2:04:33 h und einem Sieg beim Boston-Marathon in 2:12:45 h für den Marathon der Olympischen Spiele in Rio de Janeiro nominiert, bei dem er in 2:13:29 h auf dem 13. Platz einlief.

## Persönliche Bestzeiten
- Halbmarathon: 1:01:37 h, 18. Oktober 2015, Valencia
- Marathon: 2:04:33 h, 22. Januar 2016, Dubai